# 手負蛇

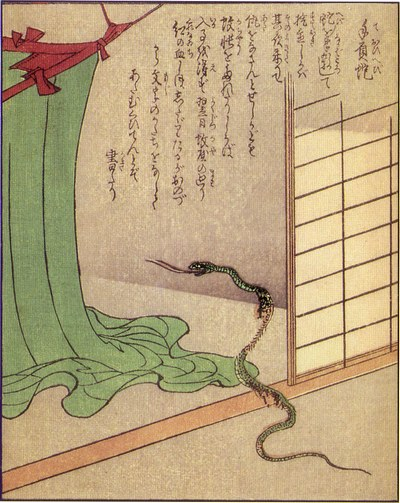
竹原春泉画『絵本百物語』より「手負蛇」

手負蛇（ておいへび）は、江戸時代の奇談集『絵本百物語』にある蛇の怪異譚。

## 概要
『絵本百物語』によれば、蛇は陰気を好む生物であるために執念深い性格で、傷をつけた相手には必ず仇をなすとされる。草むらに追い込む相手に対しては目に毒気を吹きかけて病気にさせ、頭を切り落とされようものなら、その者の釜に飛び込んで食中毒に遭わせるという。
同書の本文には、東武の手負蛇の怪異譚がある。ある村で稲荷の宮を建てるために地面を掘っていたところ、地中から蛇が現れたので、子供たちがこの蛇を細切れにして串刺しにして遊び始めた。そこへ村長が通りかかり、その様子を見て非常に恐れた。その夜、寝床の村長がふと気づくと枕元で蛇が息づいていた。驚いて人を呼んで蛇を追い払わせようとしたものの、他の者には蛇の姿は見えなかった。それ以降、村長は長らく病気に侵されることとなったが、手当ての末に病魔から解放された。一方であの子供たちには、祟りなどまったくなかった。これは村長が感じた恐怖に応じて怨念が来たもので、求めさえしなければこうした怨念が来ることはないのだという。

## 手負蛇にちなんだ作品
小説
- 京極夏彦『手負蛇』（後巷説百物語に収録）